# Hängfärjan Widnes-Runcorn
Hängfärjan Widnes-Runcorn var en hängfärja över floden Mersey och Manchesterkanalen mellan städerna Widnes och Runcorn i Storbritannien.
Hängfärjan Widnes-Runcorn började byggas 1901. Den öppnade för trafik 1905 och var då den första hängfärjan i Storbritannien och var med sitt spann på 300 meter den längsta i världen. Den togs ur bruk 1961, efter det att Silver Jubilee Bridge hade byggts, och revs därefter.
Hängfärjans gondol var 17 meter lång och 7,5 meter bred och kunde bära fyra häst- och vagnekipage och 300 passagerare. För passagerarna fanns ett väderskydd. Gondolen färdades 3,7 meter över vattenytan vid högvatten och 1,4 meter över vallen mellan floden och kanalen. Gondolen hängde i vajrar under en 23 meter lång körvagn, som drogs med en vinsch från kraftstationen. Föraren satt i en hytt ovanför gondolen. Överfarten tog två och en halv minut.
Kvar idag finns kraftstationen, kontorsbyggnaden vid Mersey Road i Widnes samt ramperna vid slutet av Waterloo Road i Runcorn respektive Mersey Road i Widnes.

## Bildgalleri

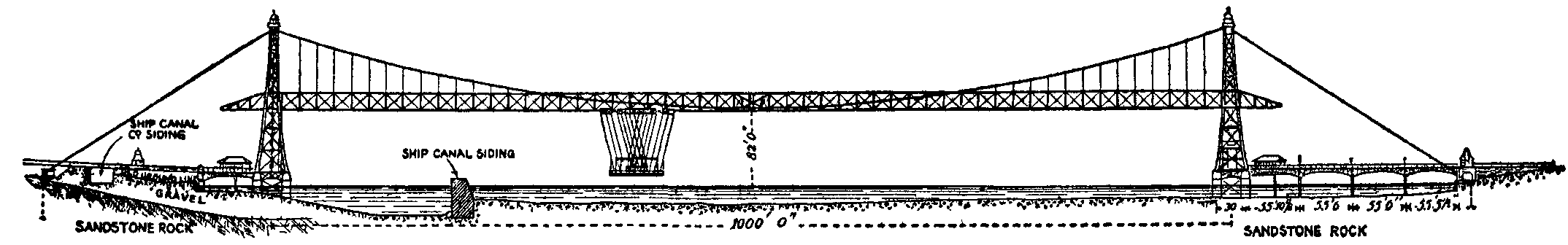
Ritning
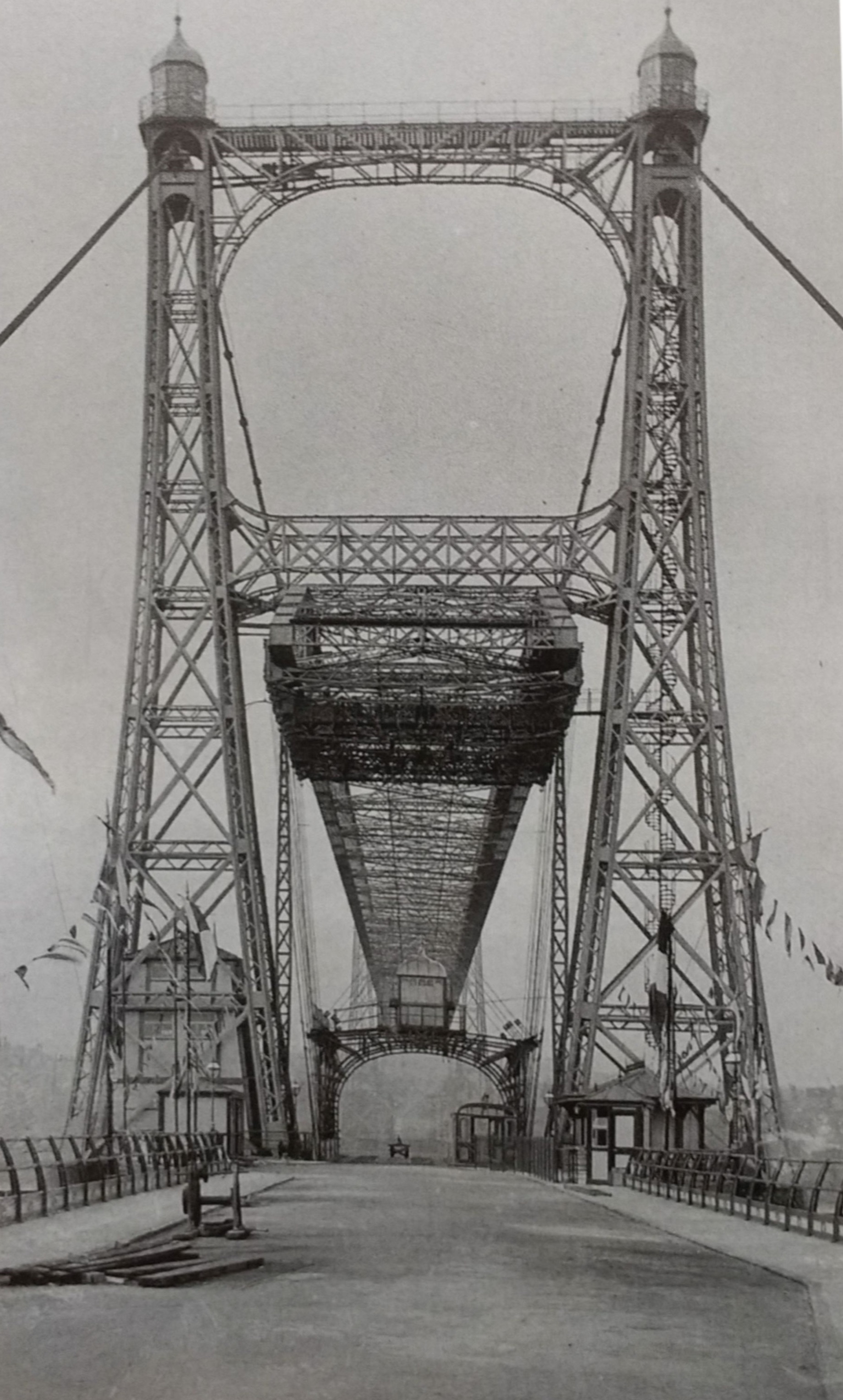
Bild från omkring 1905
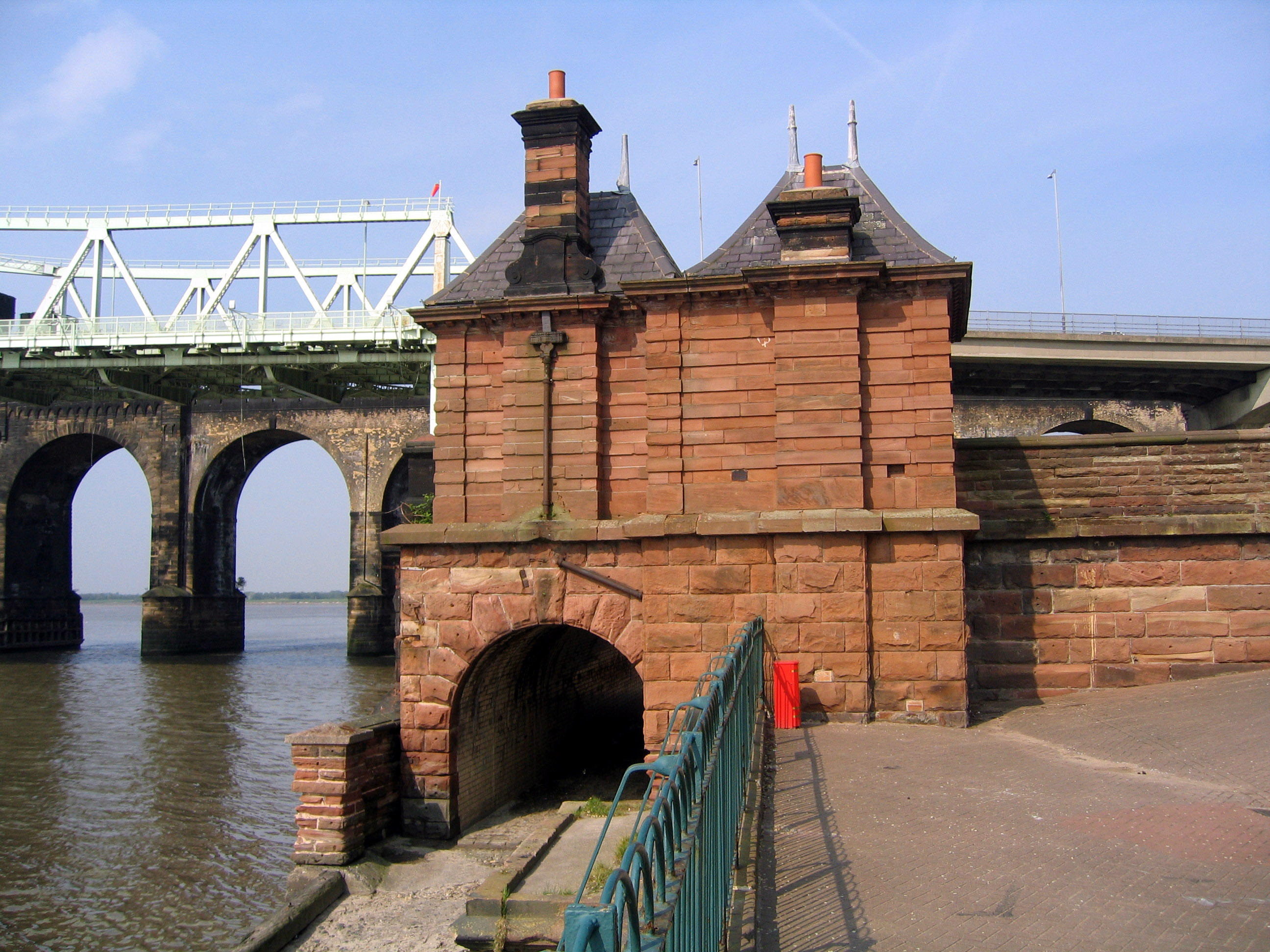
Kraftstationen, som ligger på Widnes-sidan
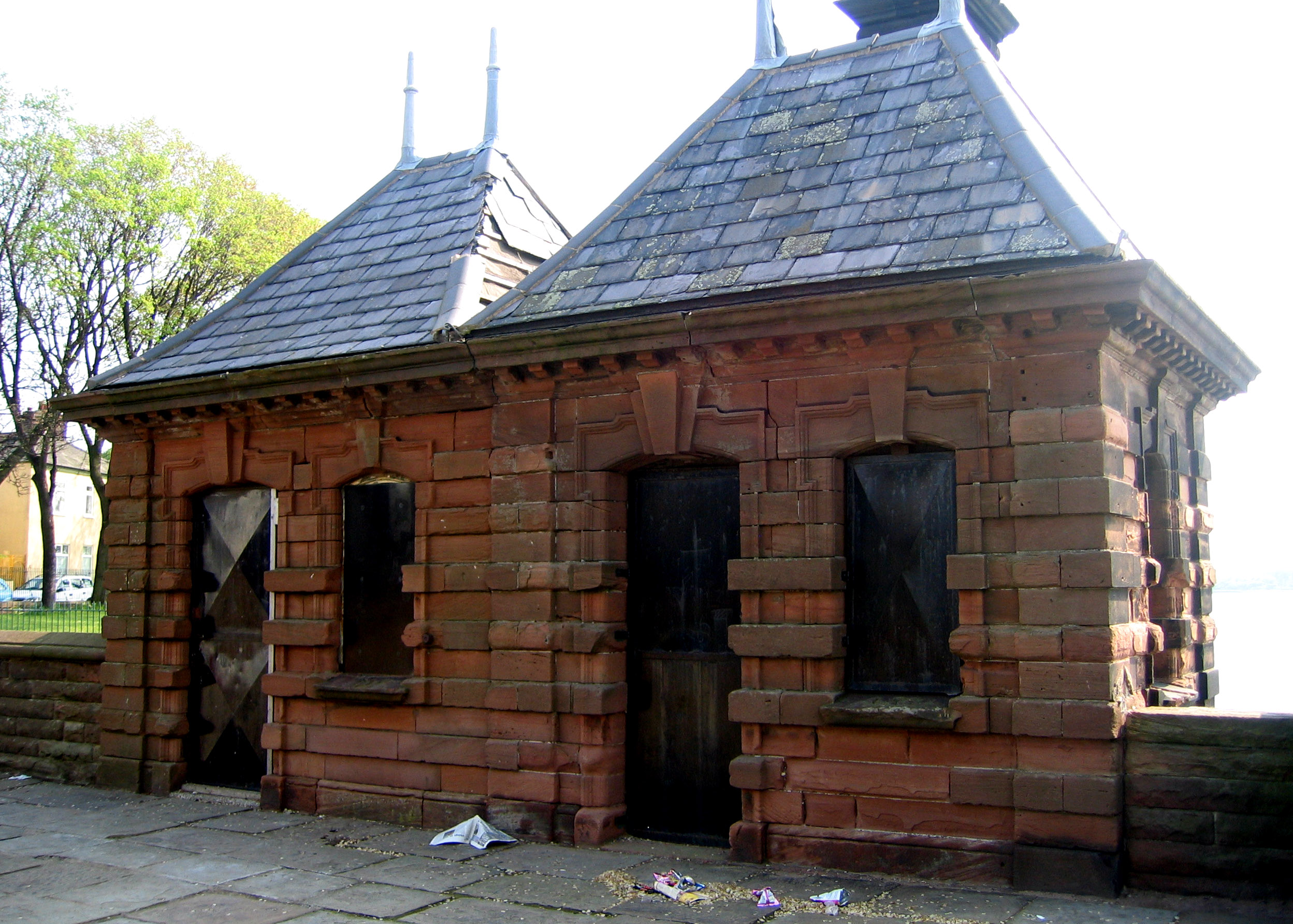
Kraftstationen